# 国営讃岐まんのう公園
国営讃岐まんのう公園（こくえいさぬきまんのうこうえん）は、香川県仲多度郡まんのう町にある四国で唯一の国営公園。1998年（平成10年）4月18日に第1期開園、2013年4月21日に全面開園した。基本テーマは「人間との語らい、自然・宇宙とのふれあい」。

## 概要
国営讃岐まんのう公園は、香川県中西部のまんのう町にある日本最大の灌漑用ため池、満濃池のすぐ東隣に位置している。園名は漢字の「満濃」ではなく、平仮名の「まんのう」であるが、これは旧満濃町が周辺の町と合併して平仮名のまんのう町となるよりも早い。
1984年4月に事業採択され、1986年10月に建設省四国地方建設局国営讃岐まんのう公園工事事務所（現国土交通省四国地方整備局香川河川国道事務所公園課）が発足し、翌1987年10月より工事に着手。1998年4月18日に第1期80.1haが開園。その後も整備が進められ、2013年4月21日の「さぬきの森」開園により全整備事業が完了し、全面開園した。総面積は350ha。管理運営はH25-27国営讃岐まんのう公園運営維持管理業務まんのう公園マネジメント共同体が行っている。
園内は自然生態園、風花の庭や日本オートキャンプ協会より五つ星認定を受けているオートキャンプ場「ホッ！とステイまんのう」などいくつかのゾーンで構成されている。多様な植物が鑑賞でき、季節の花にちなんだイベントも随時開催されている。

## 施設

### 竜頭の丘ゾーン
- 北案内所
- ドラ夢ドーム
- ドラ夢広場
- ドッグラン- 大型犬エリアと小型犬エリアがある。利用には犬の鑑札と狂犬病予防注射済票が必要。
- 梅の道
- 健康広場
- 虫の広場
- 花巡りの丘
- 実りの丘
- もみじの谷
- お花見広場・バーバキューコーナー
- 多目的広場（グラウンドゴルフ場）
- つつじの丘

### 竜頭の森ゾーン
- 炭焼き窯 - 間伐材を使用した炭焼き体験
- きのこの森
- たけのこ園
- エックススライダー
- メロディ橋
- 希望の丘展望台
- 体験学習館 - 木工教室やトールペイント教室を開催

### 竜頭の里ゾーン

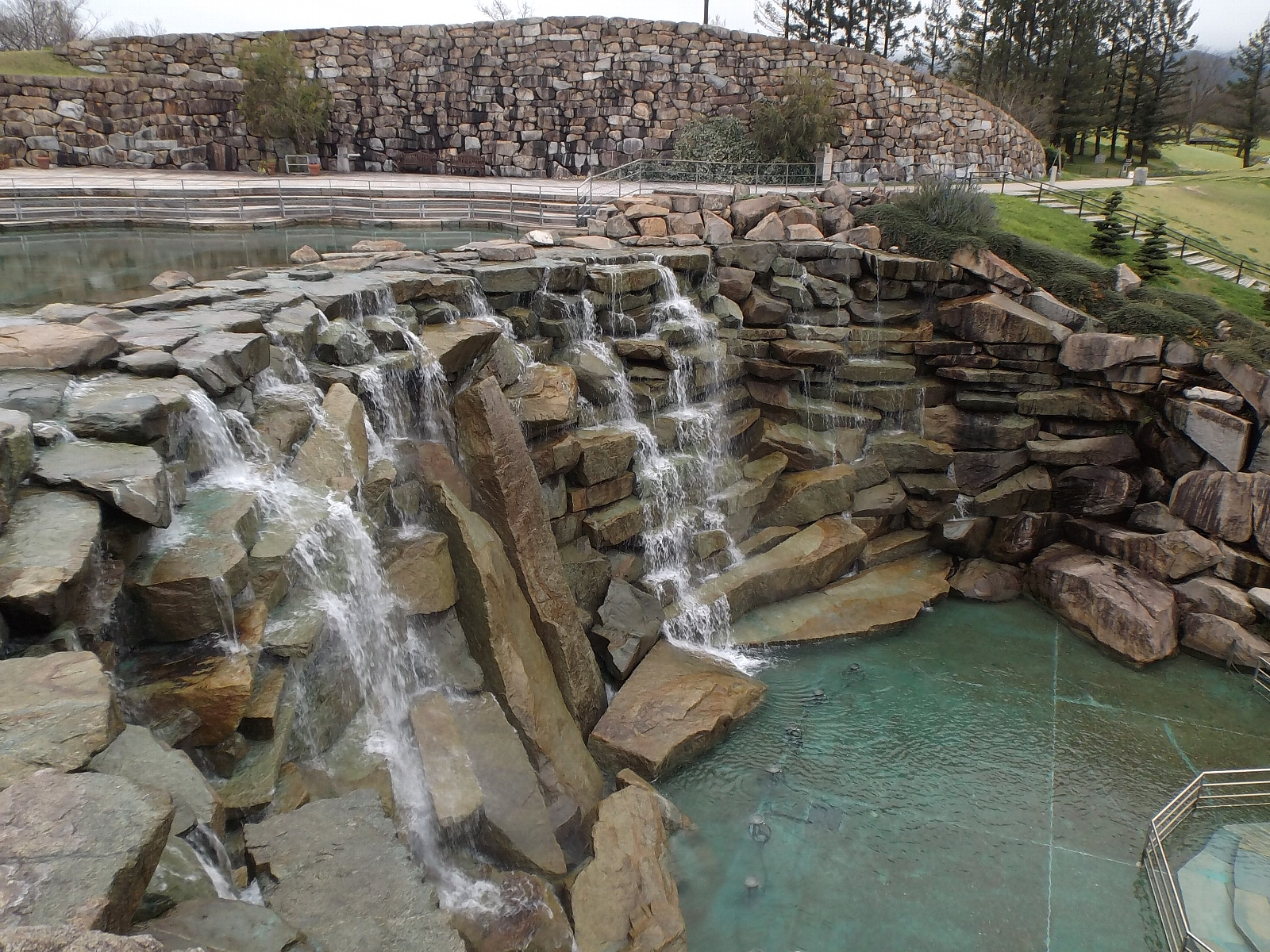
昇龍の滝

| - エントランス広場 - 案内所 - ビジターセンター - 緑と石のヴィスタ - 売店・レストラン等 - 芝生広場 - 八葉蓮華の景観を表現した、8つのお椀型の山にかこまれた広場。 - 昇竜の滝- 財団法人イサム・ノグチ日本財団理事長和泉正敏が手がけている。四国八十八景86番に選定。 - サイクリングセンター | - 花竜の道 - 青竜の谷 - 風花の庭 - 飛龍池・飛竜の花道 - まんのう竹風庵 - 陶芸教室が開催される工房とお茶席がある。 - 竜の子広場 - パン・ピザ作り教室が開催されるドラ夢の家や遊具がある。 - ふわふわドラ夢 - トランポリン - ドラ夢の泉広場 - 水遊び広場 - カフェテラス竜の里 |

### 湖畔の森ゾーン

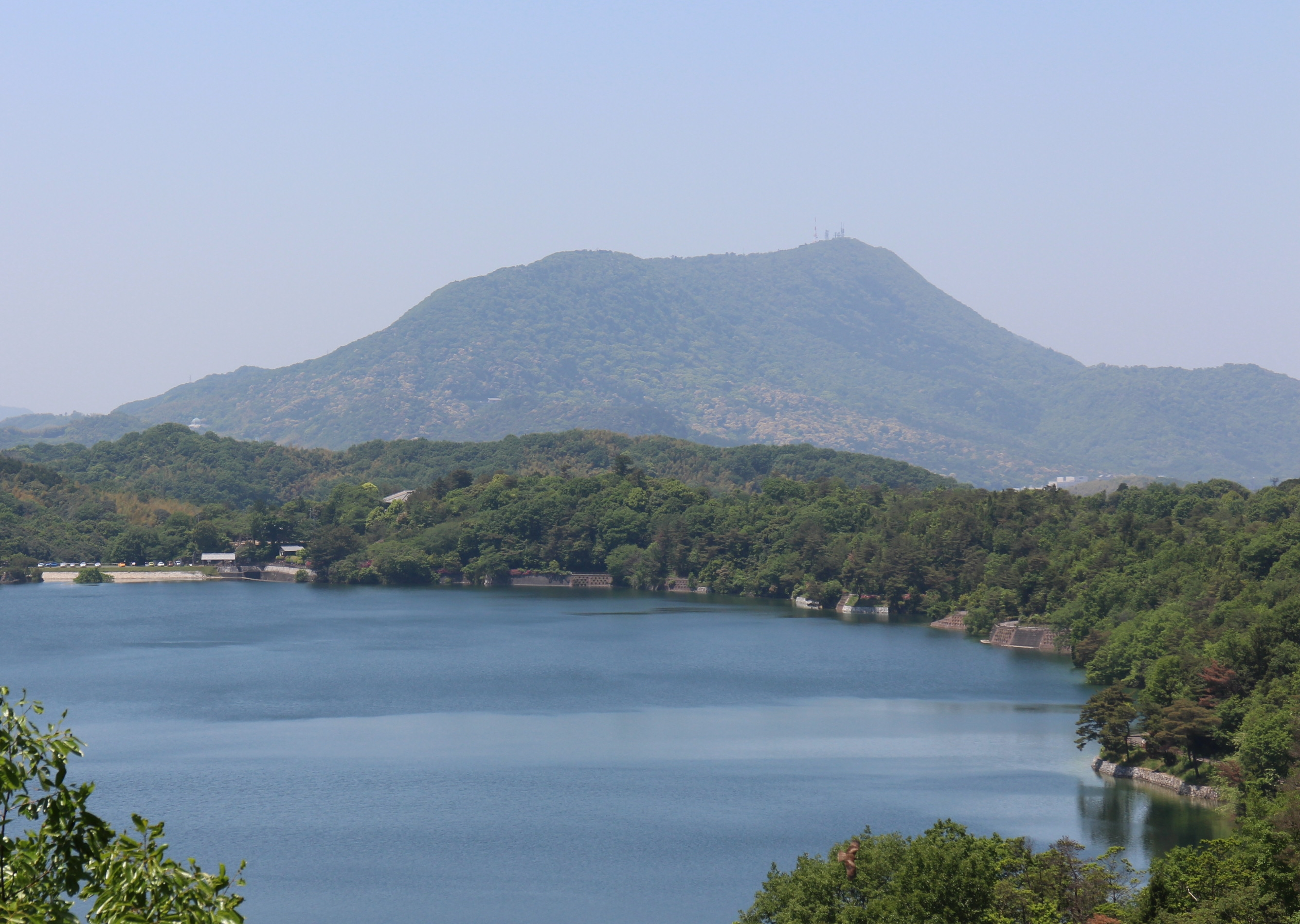
満濃池展望遊歩道より見る満濃池

ゾーン内にある展望台からは象頭山や満濃池を望むことが出来る。
- 満濃池展望遊歩道
- 池見の丘
- 岬の桟橋
- 湖畔の里

### その他
- 自然生態園 - ため池のある里山を復元したフィールドミュージアムである。自然生態観察園と自然生態展示館と構成される。農作業、工作体験、小動物とのふれあいなどを実施している。
- さぬきの森 - 特有の生態系が維持されている讃岐の里山を園内にそのまま残している。
- ホッ！とステイまんのう - 広さ約16haのオートキャンプ場。日本オートキャンプ協会の星マーク認定制度[7]に基づく審査により五つ星の認定[8]を受けている。
- サイクリングコース
- オリエンテーリングパーマネントコース
- 駐車場 - 中央駐車場（920台）、北駐車場（260台）、自然生態園駐車場（12台）がある。この他イベント開催時等に使用される臨時駐車場（680台）がある。

## マスコット
- ドラ夢くん・・・満濃池に伝わる竜神伝説から採用された竜のキャラクター。国道32号の祓川大橋にもドラ夢くんの石像が置かれている。

## イベント

### 春
- 春らんまんフェスタ

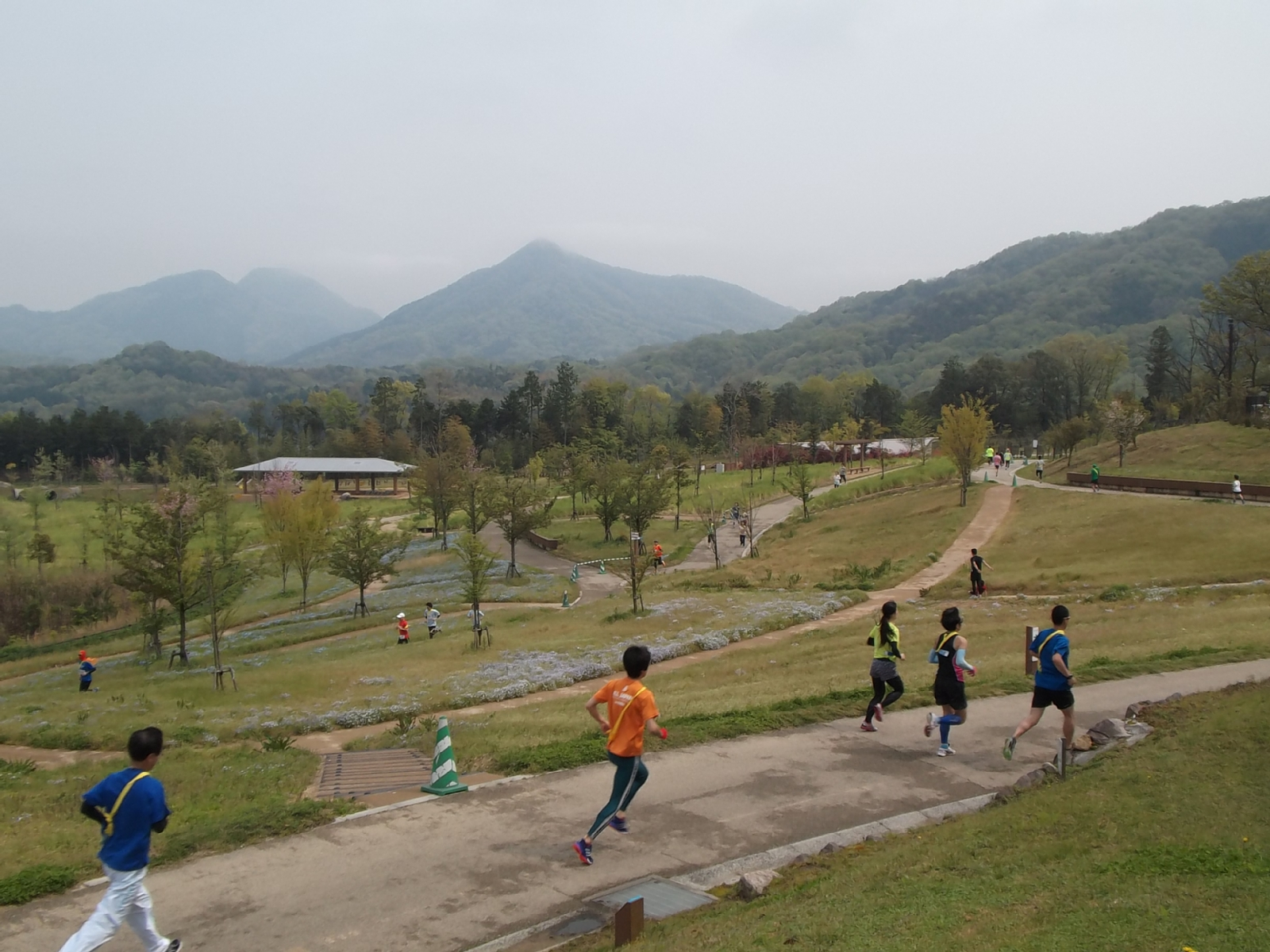
しこく88㎞リレーマラソン2015

- 四国B級ご当地グルメフェスタinまんのう公園- 四国各地のB級グルメが一同に集まるイベント[9]
- しこく88kmリレーマラソン

### 夏
- あじさいまつり - 40品種約2万本のヤマアジサイなど4系統のアジサイが咲く[10]
- サマーフェスタ- 森の中のカブト虫ランドや園内をイルミネーションで彩り、花火も打ち上げる「サマーナイトフェスティバル」が開催される[11]
- MONSTER baSH - 中四国最大規模の野外ロック・フェスティバル

### 秋
- コスモスフェスタ - 17品種70万株のコスモスが咲く、竜頭の丘では、キバナコスモス40万株咲く[12]
- 秋まつり
- まんのう町かりんまつり

### 冬
- まんのう公園クリスマス

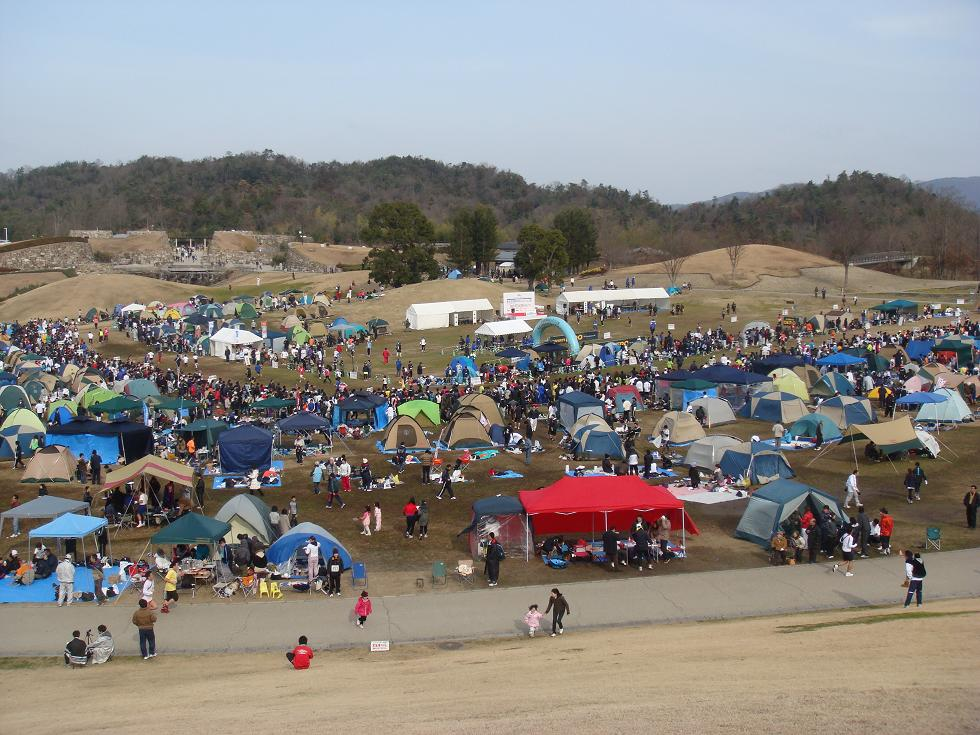
リレーマラソン大会

- まんのう公園 ウィンターファンタジー - 11月下旬より翌年年始まで、園内に約50万球のイルミネーションが施される[13]
- まんのう公園のお正月
- 国営讃岐まんのう公園リレーマラソン大会 - 42.195kmを10人以内のチームでリレーして走るマラソン大会で、2000年より毎年1月に開催されている。コースは周回2kmで交代は何度でも可能[14]。
- アイスフェスティバル
- 早春フェスタ - フェスタの一環としてバレンタインにバレンタインイルミネーションが開催される[15]

### 通年
- 各種体験型イベント

## 市民ボランティア
当園のイベント開催、維持管理運営の一部は市民ボランティア組織により行われている。活動中の組織は次のとおり（2014年4月現在）。
- まんのう公園インタープリターボランティアの会

公園内のガイドウォークや自然観察会、里山管理などを行っている。
- かりん夢クラブ[18]。

メンバーは、まんのう町内の地域活動をしている人たちで、陶芸、ハーブ、木工などの体験教室の運営を実施している。
- さぬき森の会

さぬきの森で森つくりを実施している。メンバーは、香川県老人クラブ仲南支部、NPO法人フォレスターズかがわ、森づくり香川林援塾を中心に、個人会員もいる。
- まんのう公園ガーデニングクラブ

公園内の草花の手入れを行っている。

## 沿革
- 1986年（昭和61年）9月29日 - 都市計画事業承認告示[20]。
- 1986年（昭和61年）10月1日 - 公園工事事務所開設[21]
- 1987年（昭和62年）9月9日 - 進入路工事着工[20]
- 1998年（平成10年）4月18日 - 第1期開園（中央広場ゾーン等）[22]。
- 2002年（平成14年）4月20日 - 自然生態園追加開園[22]
- 2005年（平成17年）3月19日 - 満濃池展望遊歩道追加開園[22]
- 2008年（平成20年）4月26日 - 健康ゾーン（一部）開園[22]
- 2011年（平成23年）4月24日 - 健康ゾーン全面開園（竜頭の丘）[22]
- 2013年（平成25年）4月21日 - 「さぬきの森」開園、全面開園[23]。
- 2015年（平成27年）12月17日 -開園以来の入園者が700万人になる。[24]

## 事務所所在地
- 香川県仲多度郡まんのう町吉野4243-12
- まんのう公園管理センター

## アクセス

### 鉄道
- JR四国琴平駅より琴参バス美合線で16分、「まんのう公園口」下車。ただし土休日は1日2往復のみ。

### 自動車
- 高松自動車道　善通寺インターチェンジより国道319号、県道経由約25分
- 徳島自動車道　美馬インターチェンジより国道438号経由約40分

## 周辺
- 満濃池
- 満濃池森林公園
- 土器川
- かりんの丘公園
- ほたる見公園

## ギャラリー

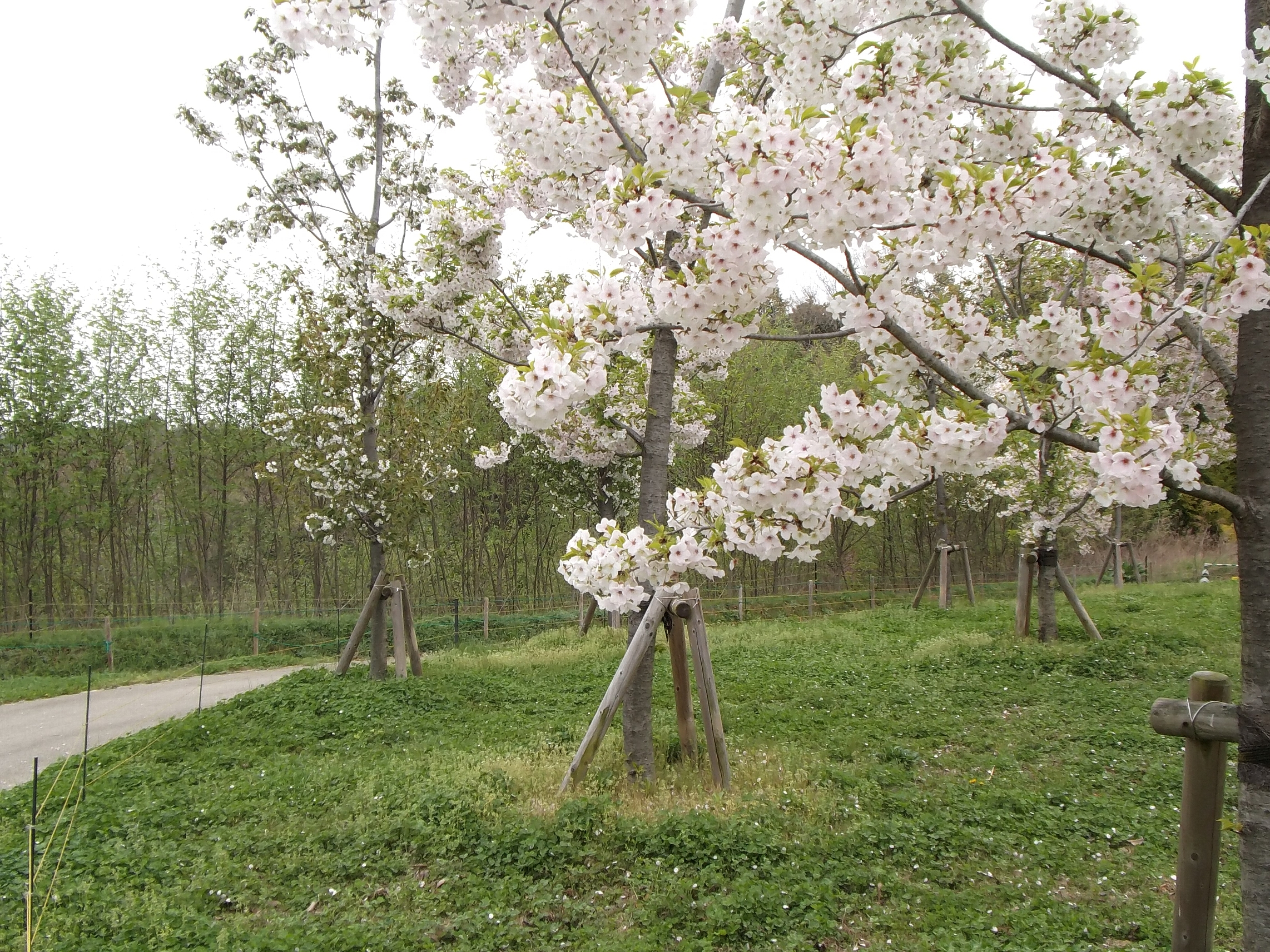
お花見ひろばの桜
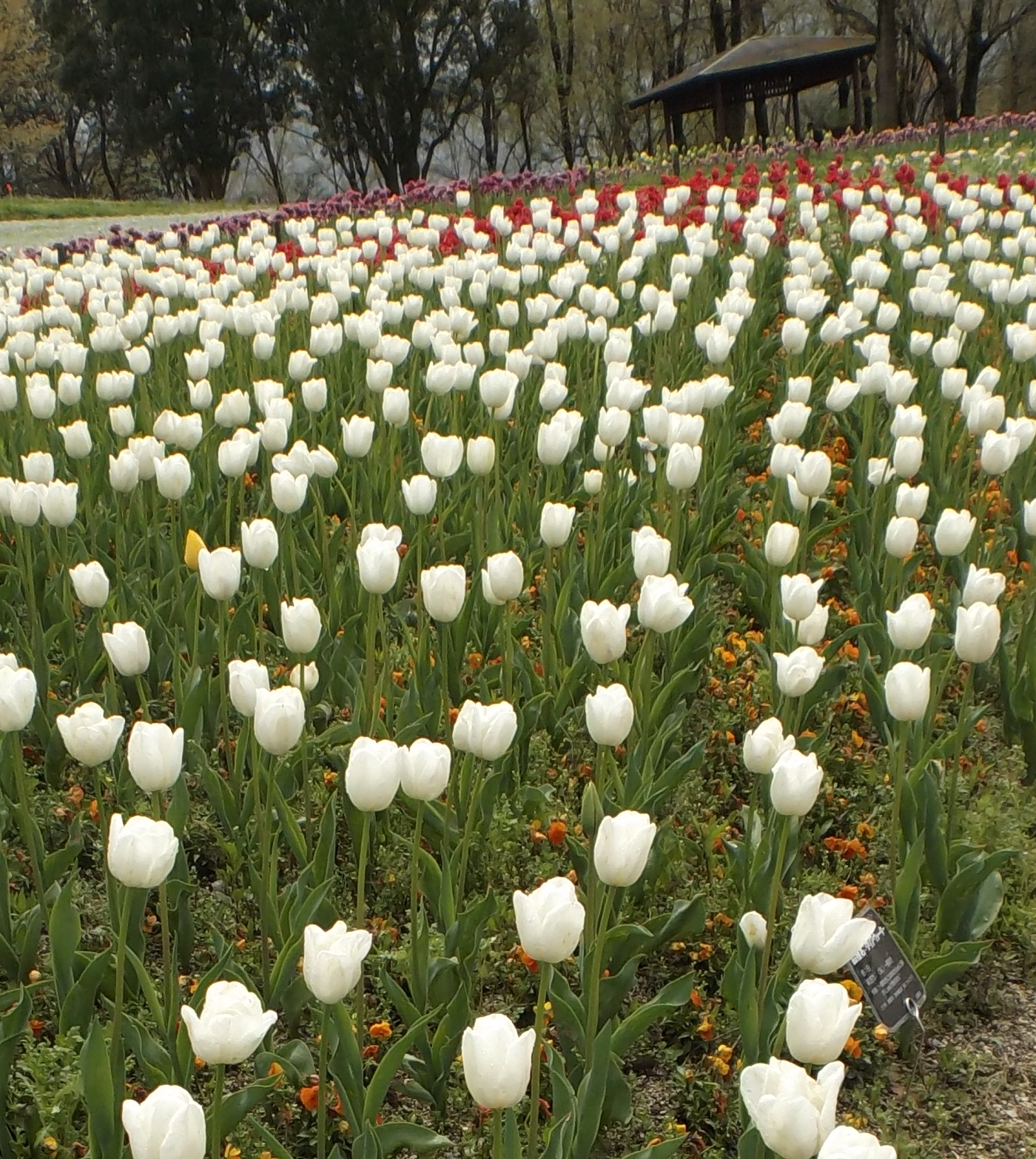
花竜の道　チューリップ
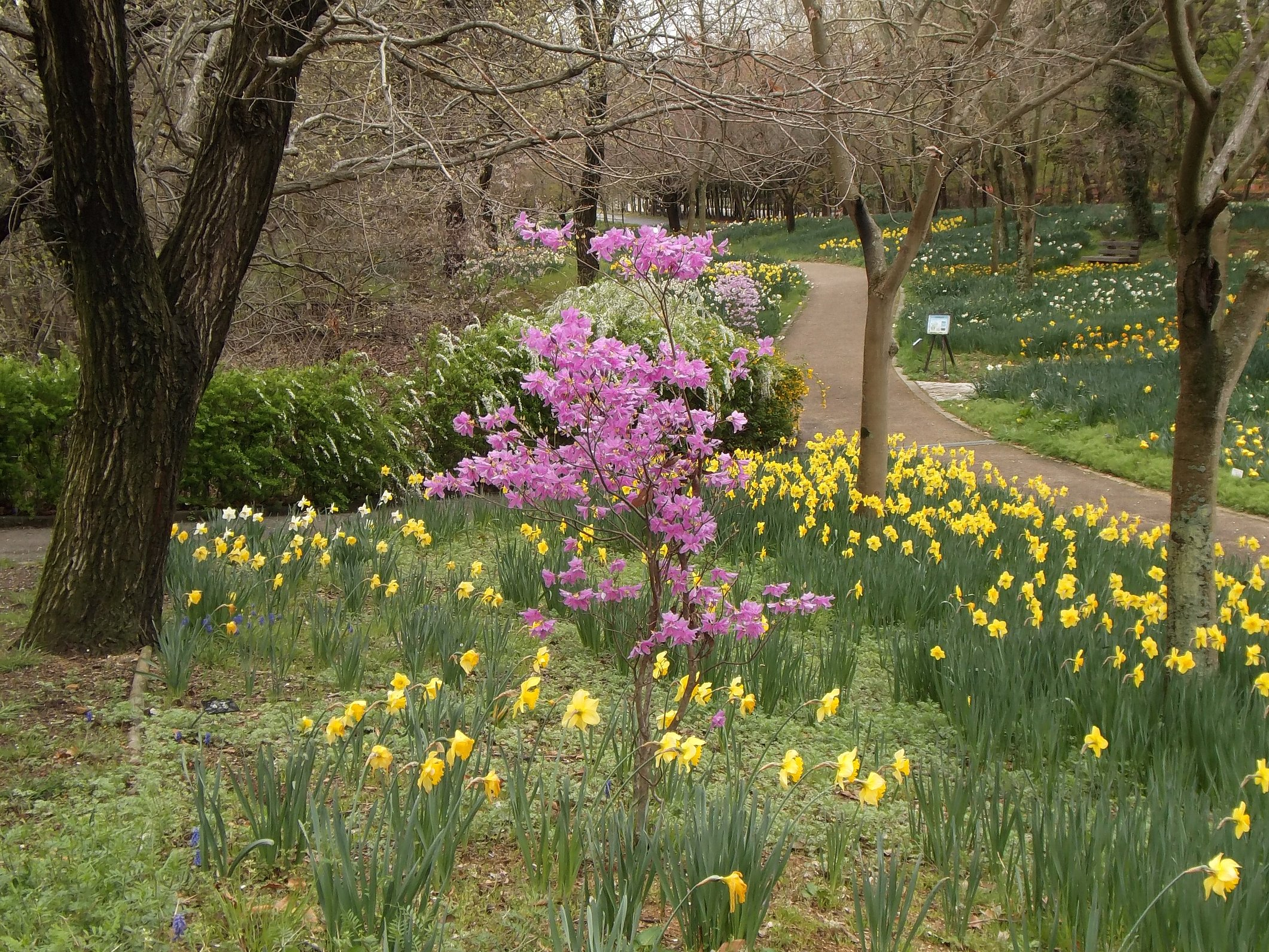
飛竜の花道　水仙
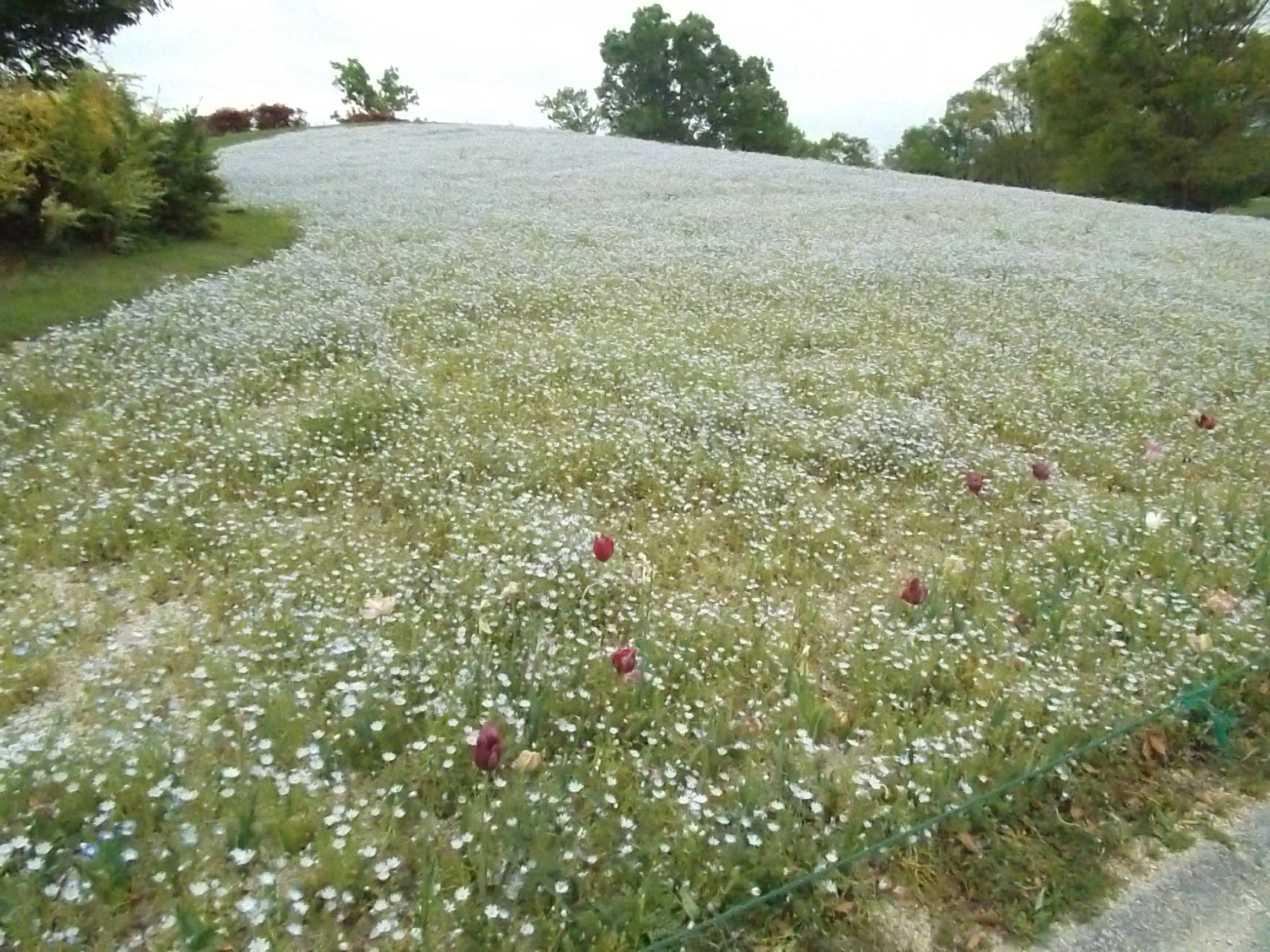
花竜の道にあるネモフィラ
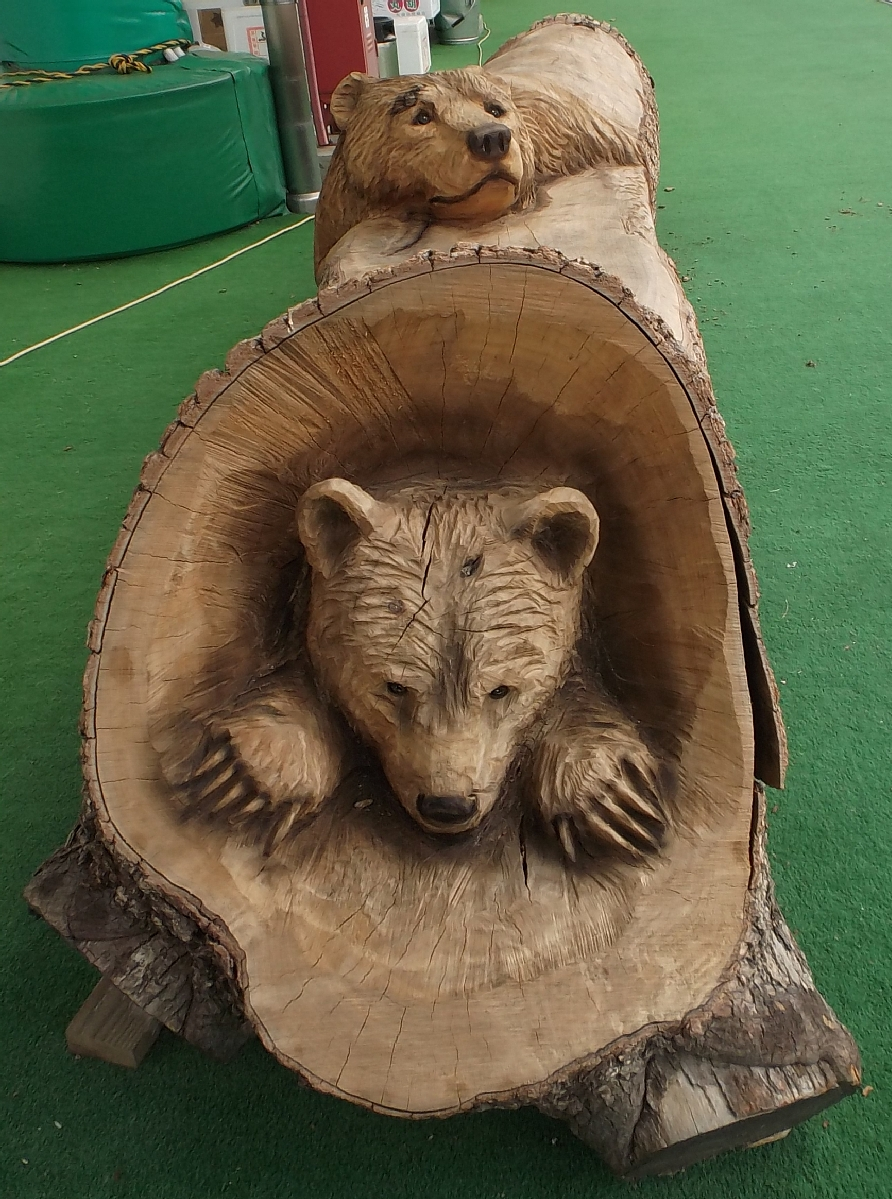
ベンチ
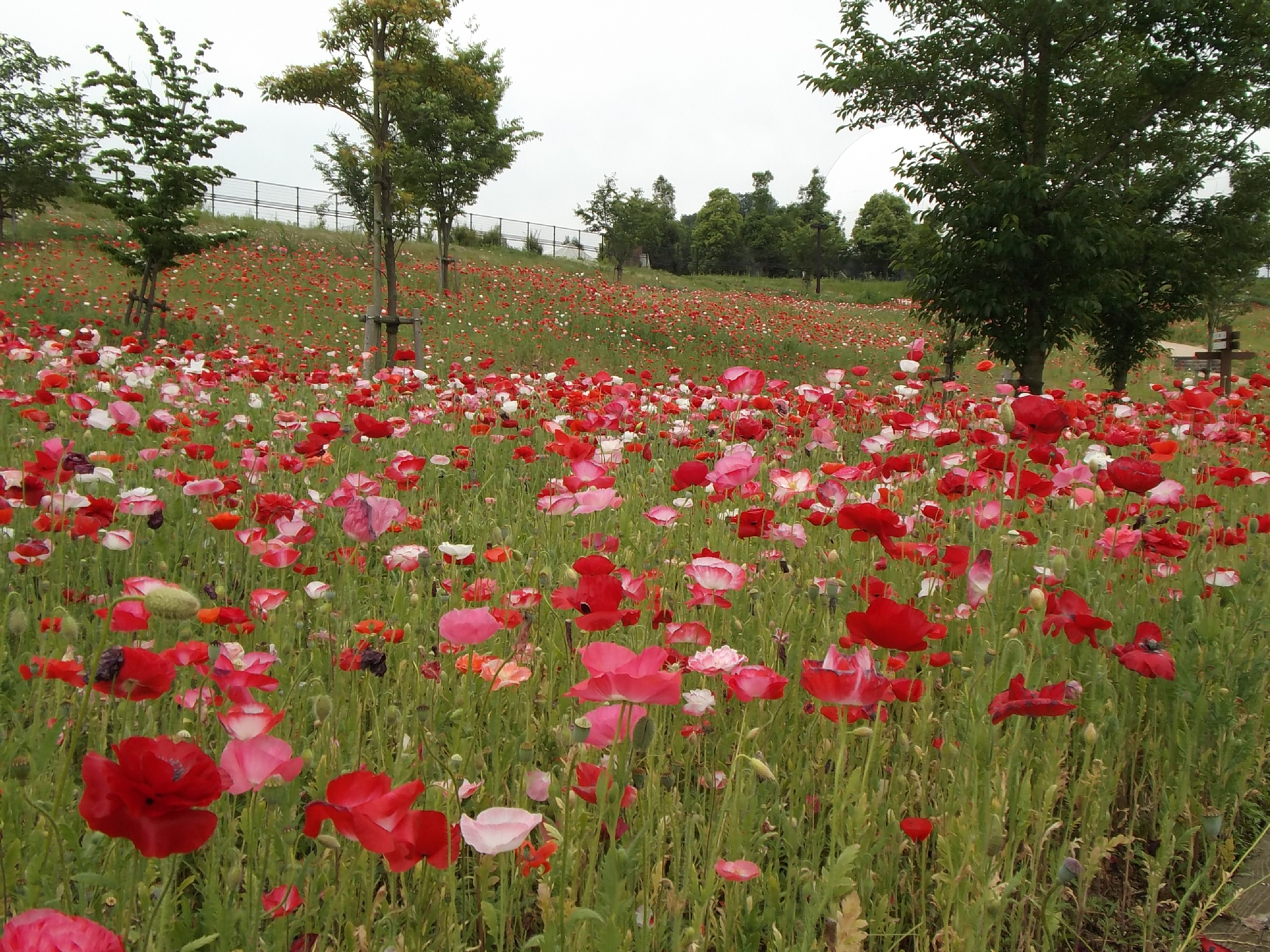
花めぐりの丘ポピー
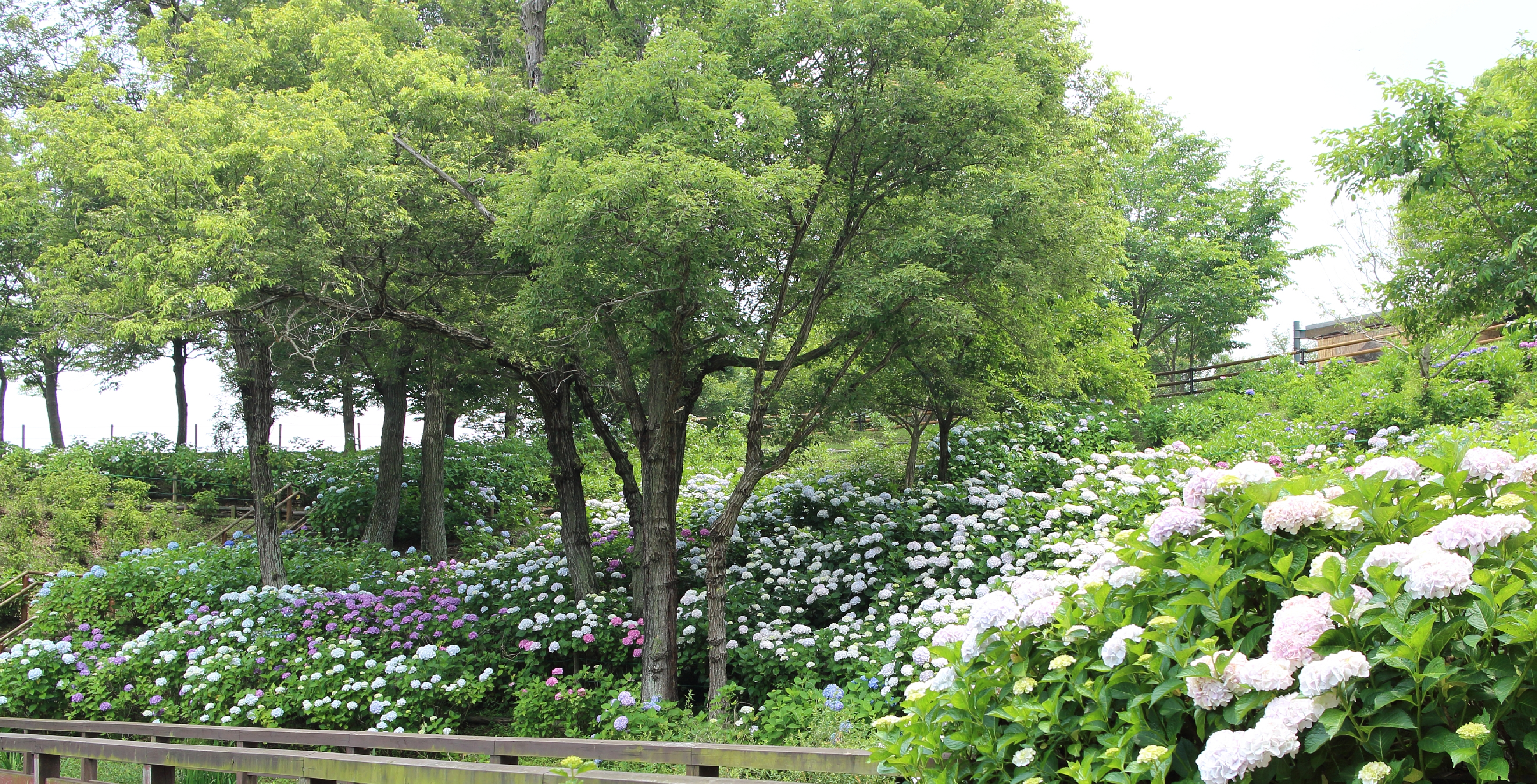
あじさい園のあじさい
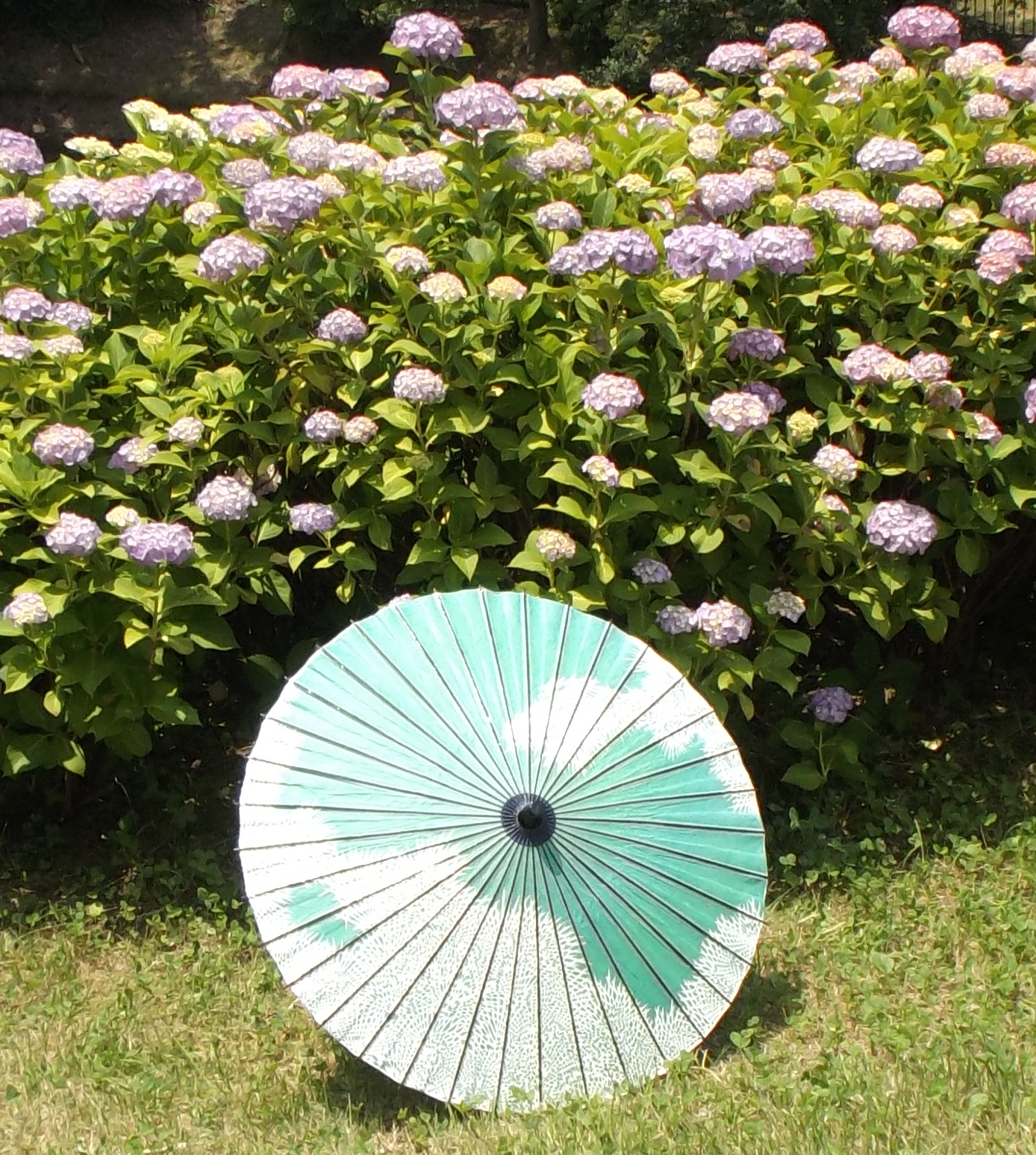
あじさいと高松和傘
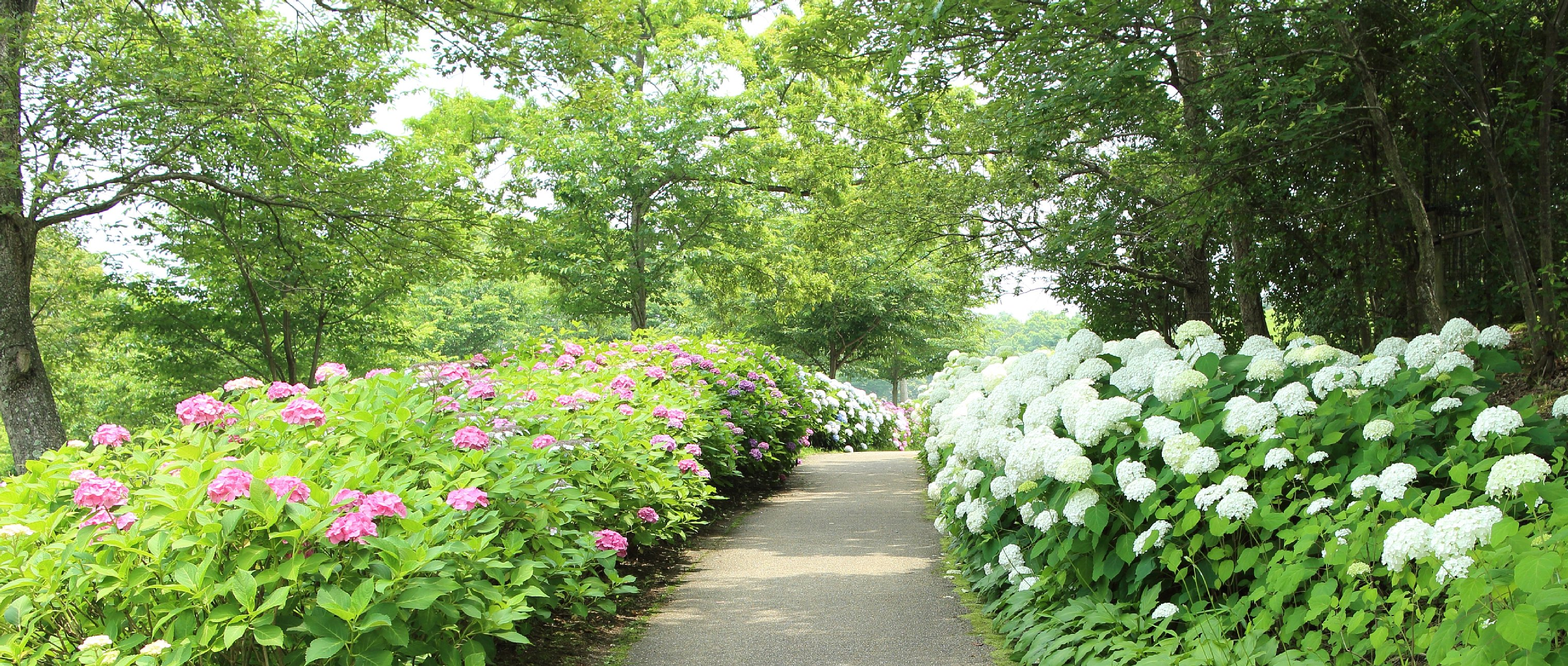
あじさい園のあじさい
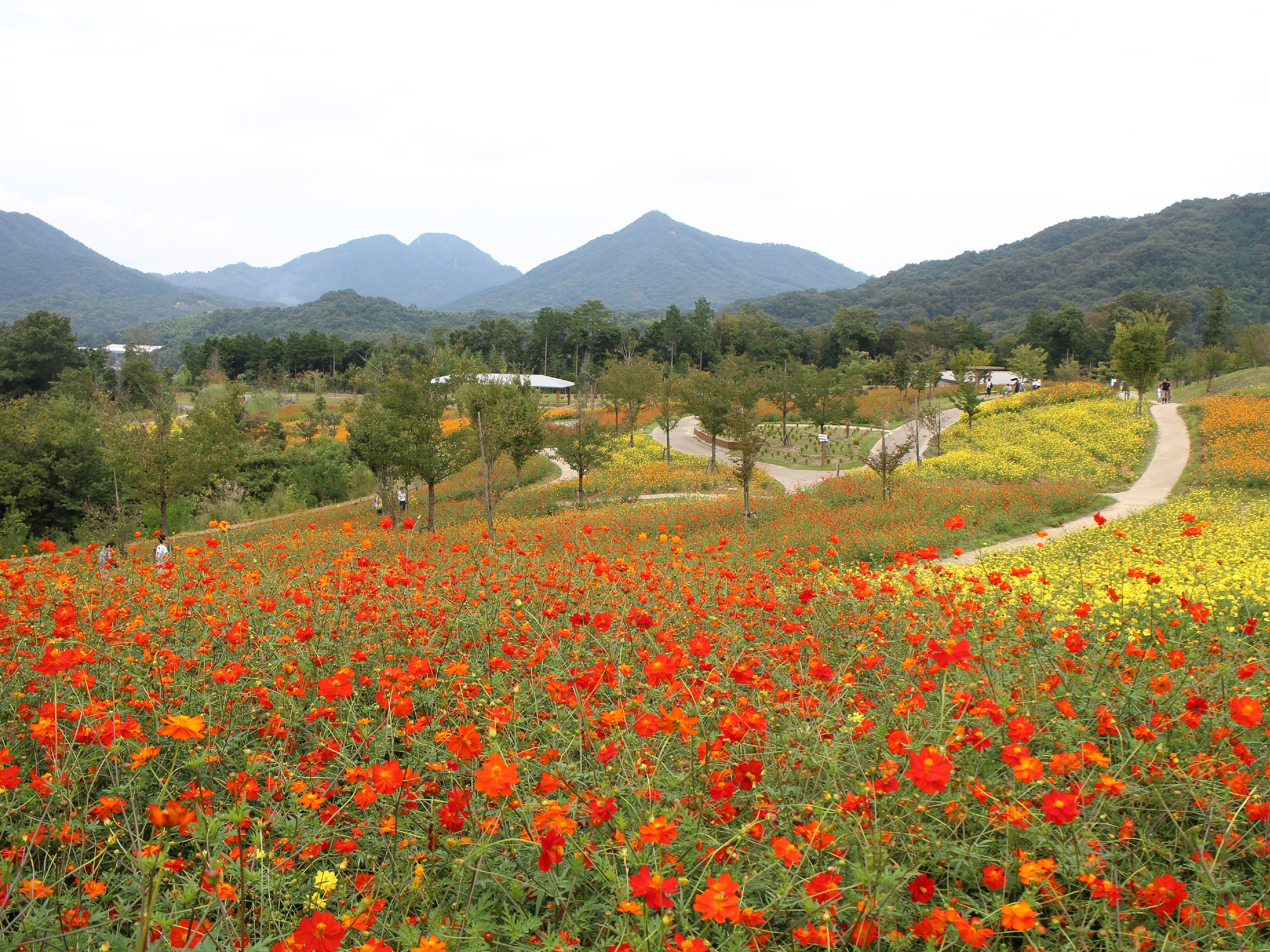
花めぐりの丘　キバナコスモス
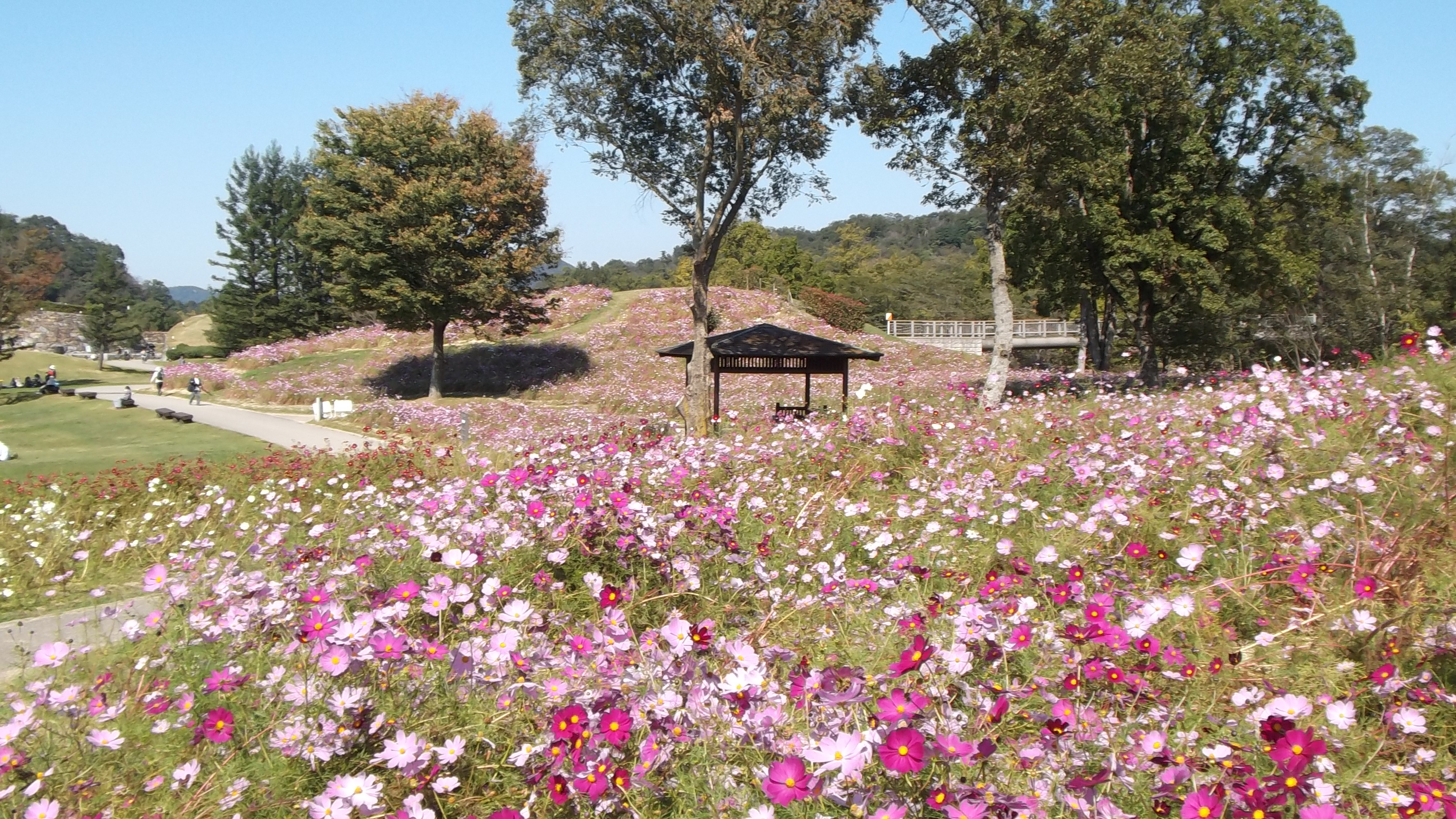
花竜の道にあるコスモス
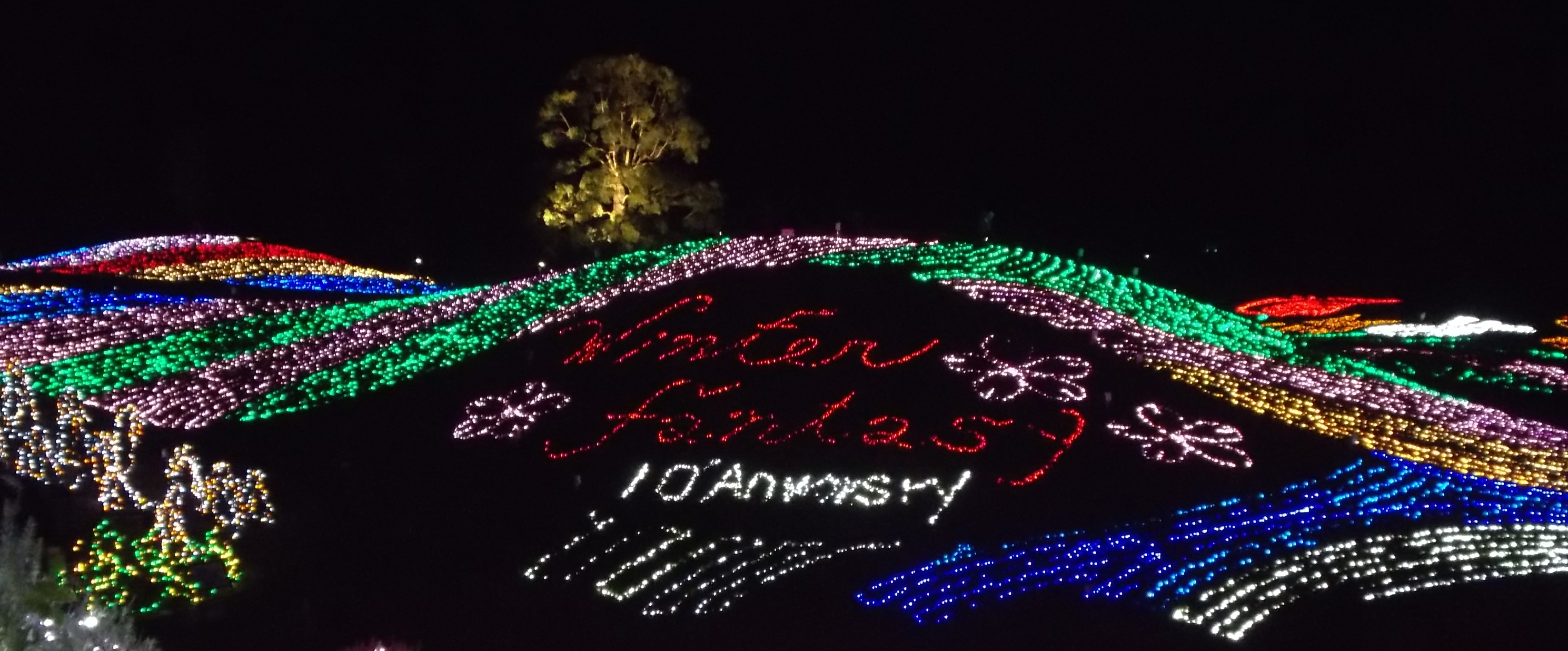
ウインターイルミネーション2015
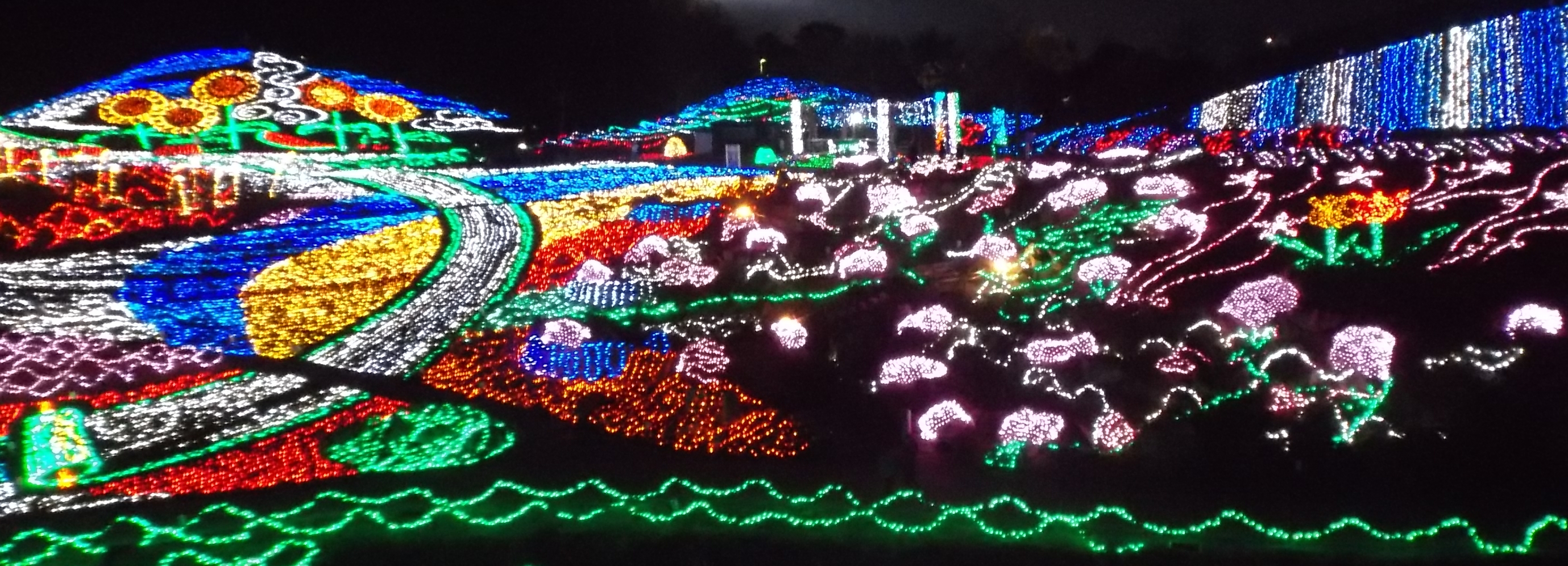
ウインターイルミネーション2015
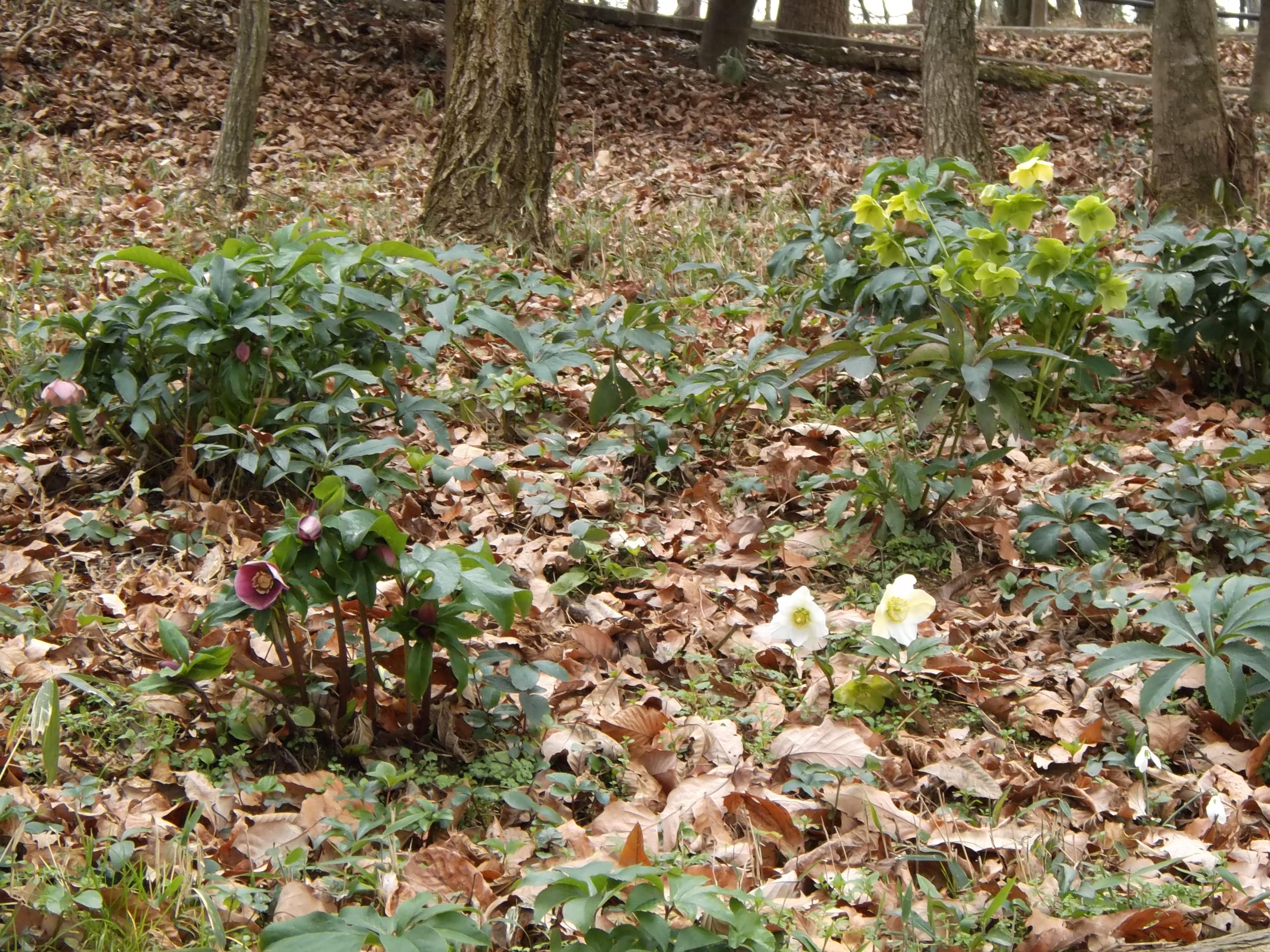
竜頭の森のクリスマスローズ